# Германска народна партия
Немска Народна Партия, ДФП (нем. Deutsche Volkspartei или DVP) — е политическа партия в Германия от периода на Ваймарската република. По същество е била крило на отцепилата се от Немската Партия на Напредъка – Национал-либералната партия (1867-1918) (нем. Nationalliberale Partei или NLP).
ДФП е основана в ранния период на Ваймарската република. В качестото си на един от основателите на партията е бил политика Густав Щреземан, който я оглавява до съмъртта си през 1929 г.